# Plectrocnemia manicata
Plectrocnemia manicata är en nattsländeart som beskrevs av Arturs Neboiss 1977. Plectrocnemia manicata ingår i släktet Plectrocnemia och familjen fångstnätnattsländor. Inga underarter finns listade i Catalogue of Life.